# Zeekweek-associatie
De zeekweek-associatie (Atriplici-Elytrigietum pungentis) is een associatie uit het verbond van Engels gras (Armerion maritimae). Het is een blijvende vegetatie van buitendijkse, hoge schorren, een soortenarme plantengemeenschap met dominantie van zeekweek. Deze associatie is te vinden langs de Europese Atlantische- en Noordzeekusten.

## Naamgeving en codering
- Syntaxoncode voor Nederland (VvN): r26Ac06
- BWK-karteringseenheid: da - Schorre (deels)
- Natura2000-habitattypecode (EU-code): H1330
- Corine biotope: 15.3 - Atlantic salt meadows (deels)
- Eunis Habitat Types: A2.5 - Coastal saltmarshes and saline reedbeds (deels)

De wetenschappelijke naam Atriplici-Elytrigietum pungentis is afgeleid van de botanische namen van gewone zoutmelde (Atriplex portulacoides) en een synoniem van de associatiekensoort zeekweek (Elymus athericus, syn. Elytrigia pungens).

## Fysiognomie
De zeekweek-associatie is een vrij dicht, kniehoog, blauwgrijs gekleurd grasland, zeer soortenarm en gedomineerd door zeekweek. De boom- en moslaag zijn afwezig, de struiklaag wordt karig vertegenwoordigd door dwergstruiken van gewone zoutmelde.

## Ecologie
Deze plantengemeenschap komt voor op buitendijkse, middelhoge tot hoge schorren, die alleen nog bij stormvloed overstromen. De bodem is zandig maar dikwijls bedekt met half verteerd plantaardig materiaal, het grondwater licht brak tot vrijwel zoet. We vinden dit soort plaatsen op lage, zandige duintjes, op hoge oeverwallen en aan de voet van dijken en grotere duinen.
Ze komt dus voor in een zone iets hoger dan de verwante zeealsem-associatie.

### Successie
De zeekweek-associatie ontstaat op termijn uit vegetaties van het verbond van gewoon kweldergras of het verbond van stomp kweldergras bij het achterwege blijven van begrazing, inclusief begrazing door grauwe gans. Het eindstadium van deze successie wordt gevormd door soortenarme of monospecifieke vegetaties van het riet-verbond.
Toename van de begrazing kan deze successie terugdringen.

## Verspreiding
De zeekweek-associatie heeft een uitgebreid verspreidingsgebied in West-Europa, langs de kustlijn van Spanje tot Denemarken en Engeland.
In Nederland is ze algemeen in het Waddendistrict en in de estuaria in Zeeland.
In België is deze vegetatie vooral te vinden in het Zwin en langs de brakwaterschorren van de Zeeschelde stroomafwaarts van Antwerpen. Het is veruit de meest voorkomende vegetatie op de hogere schorren.
Deze associatie neemt toe in omvang omwille van de voedselverrijking en het verdwijnen van begrazing op de schorren.

## Diagnostische taxa voor Nederland en Vlaanderen
De zeekweek-associatie heeft als enige kensoort het gras zeekweek, dat meestal zeer dominant voorkomt. Van de bovenliggende syntaxa komen ook de kensoorten zulte, rood zwenkgras, gewone zoutmelde relatief dikwijls voor, naast de naamgevende begeleidende soort spiesmelde.
Kruidlaag
| Kentaxon | Diff. soort | Presentie | Triviale naam         | Botanische naam                       | Opmerking | Afbeelding |
| -------- | ----------- | --------- | --------------------- | ------------------------------------- | --------- | ---------- |
| kK       |             | > 40%     | gewone zoutmelde      | Atriplex portulacoides                |           |            |
| kA       |             | 100%      | zeekweek              | Elytrigia atherica                    |           |            |
| kV       |             | > 60%     | rood zwenkgras        | Festuca rubra                         |           |            |
| kK       |             | > 60%     | zulte                 | Aster tripolium                       |           |            |
| kK       |             | > 20%     | melkkruid             | Glaux maritima                        |           |            |
| kK       |             | > 20%     | lamsoor               | Limonium vulgare                      |           |            |
| kK       |             | > 10%     | gerande schijnspurrie | Spergularia media subsp. angustata    |           |            |
| kK       |             | > 10%     | zeeweegbree           | Plantago maritima                     |           |            |
| kK       |             | < 10%     | schorrenzoutgras      | Triglochin maritima                   |           |            |
| kK       |             | < 10%     | Engels lepelblad      | Cochlearia officinalis subsp. anglica |           |            |
| bg       |             | > 60%     | spiesmelde            | Atriplex prostrata                    |           |            |
| bg       |             | > 40%     | Zeealsem              | Artemisia maritima                    |           |            |
| bg       |             | > 30%     | klein schorrenkruid   | Suaeda maritima                       |           |            |
| bg       |             | > 10%     | fioringras            | Agrostis stolonifera                  |           |            |
| bg       |             | > 10%     | strandmelde           | Atriplex littoralis                   |           |            |
| bg       |             | > 10%     | gewoon kweldergras    | Puccinellia maritima                  |           |            |
| bg       |             | < 10%     | heen                  | Bolboschoenus maritimus               |           |            |
| bg       |             | < 10%     | kortarige zeekraal    | Salicornia europaea                   |           |            |
| bg       |             | < 10%     | langarige zeekraal    | Salicornia procumbens                 |           |            |
| bg       |             | < 10%     | zilte rus             | Juncus gerardii                       |           |            |
| bg       |             | < 10%     | dunstaart             | Parapholis strigosa                   |           |            |
| bg       |             | < 10%     | Engels gras           | Armeria maritima                      |           |            |

Moslaag
| Kentaxon     | Diff. soort | Presentie | Triviale naam | Botanische naam | Opmerking | Afbeelding |
| ------------ | ----------- | --------- | ------------- | --------------- | --------- | ---------- |
| Geen soorten |             |           |               |                 |           |            |